# Евтерпа

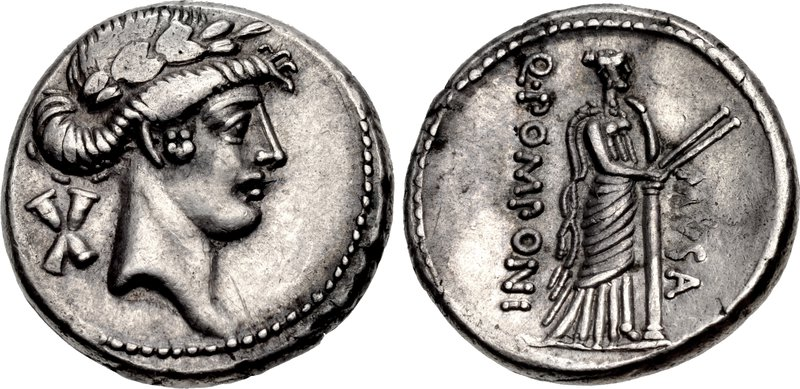
Евтерпа на монеті Квінта Помпонія Музи

Евте́рпа / Евте́рпе (грец. Eὐτέρπη, [efˈterpi]) — одна з 9 муз, дочка Зевса та Мнемосіни; покровителька музики та ліричної поезії. Зображували її молодою жінкою з вінком квітів та сувоєм біля ніг. Евтерпа — винахідниця флейти.